# Roxio Toast
Roxio Toast (ロキシオ トースト) は、米ソニック・ソルーションズが開発、コーレルが販売しているmacOS用ライティングソフトウェアである。DVDのオーサリングができるTitaniumとBlu-ray ディスクのオーサリングができるProがある。

## 概要
Roxio Toastは、ライティングソフトウェアだけでなく、簡易動画編集などができたり、DVDの再生ができたりと、複数のソフトウェアが一つにパッケージングされており、ライティングソフトとしての定評がある。
MacでのDVDオーサリングソフト「iDVD」開発終了も、一般のMacユーザが安定してDVD Videoを作成できる数少ないソフトの一つになった。
サポートメディア：CD-R/RW、DVD-R/RW、DVD-R DL (デュアルレイヤー)、DVD+R/RW、DVD+R DL (ダブルレイヤー）、DVD-RAM (カートリッジレス)、BD-R/RE、BD-R/RE DL (デュアルレイヤー)